# ティネリール
ティネリール（アラビア語: تنغير、ベルベル語: ⵜⵉⵏⵖⵉⵔ）は、アフリカ大陸北西端部のハイアトラス山脈の南側、アンティアトラス山脈の北側に存在するオアシスの付近に形成された、モロッコの都市である。また、ティネリール州の州都でもある。

## 地理

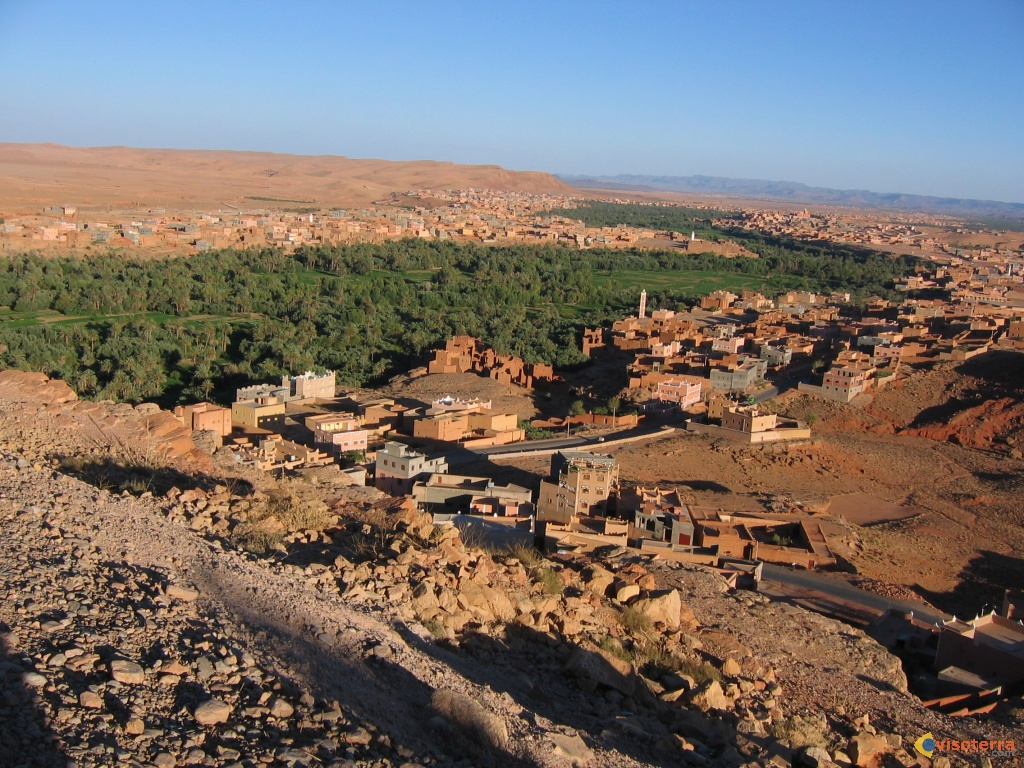
ティネリールのオアシスの周囲に生育する植物。

まれに降雨も見られる地域ながら、ハイアトラス山脈の南側に位置することもあり、比較的乾燥した気候である。ケッペンの気候区分では、降水量が蒸発量よりも少ない乾燥地帯を意味する「B」に分類されている。しかし、オアシスがあるために水を得ることが容易で、ティネリールの中心部にも豊富な湧水が存在する。なお、北東約10 km の位置にトドゥラ峡谷が存在する。他に、付近の涸れ川（Wadi Todgha）の流路付近には、パームヤシの植生が見られる。また、付近には農地も存在している
。
灌漑用の水路も作られており、農業が行われている。なお、2014年の調査では、ティネリールの人口は42,044人であり、ベルベル人が多く住んでいた。さらに、ティネリール州で見た場合は、2014年時点で322,412人にも達していた。子供を作り過ぎるという問題点があり、NPOによって、子供や成人女性の教育に当たるといった活動も行われている。

## 産業

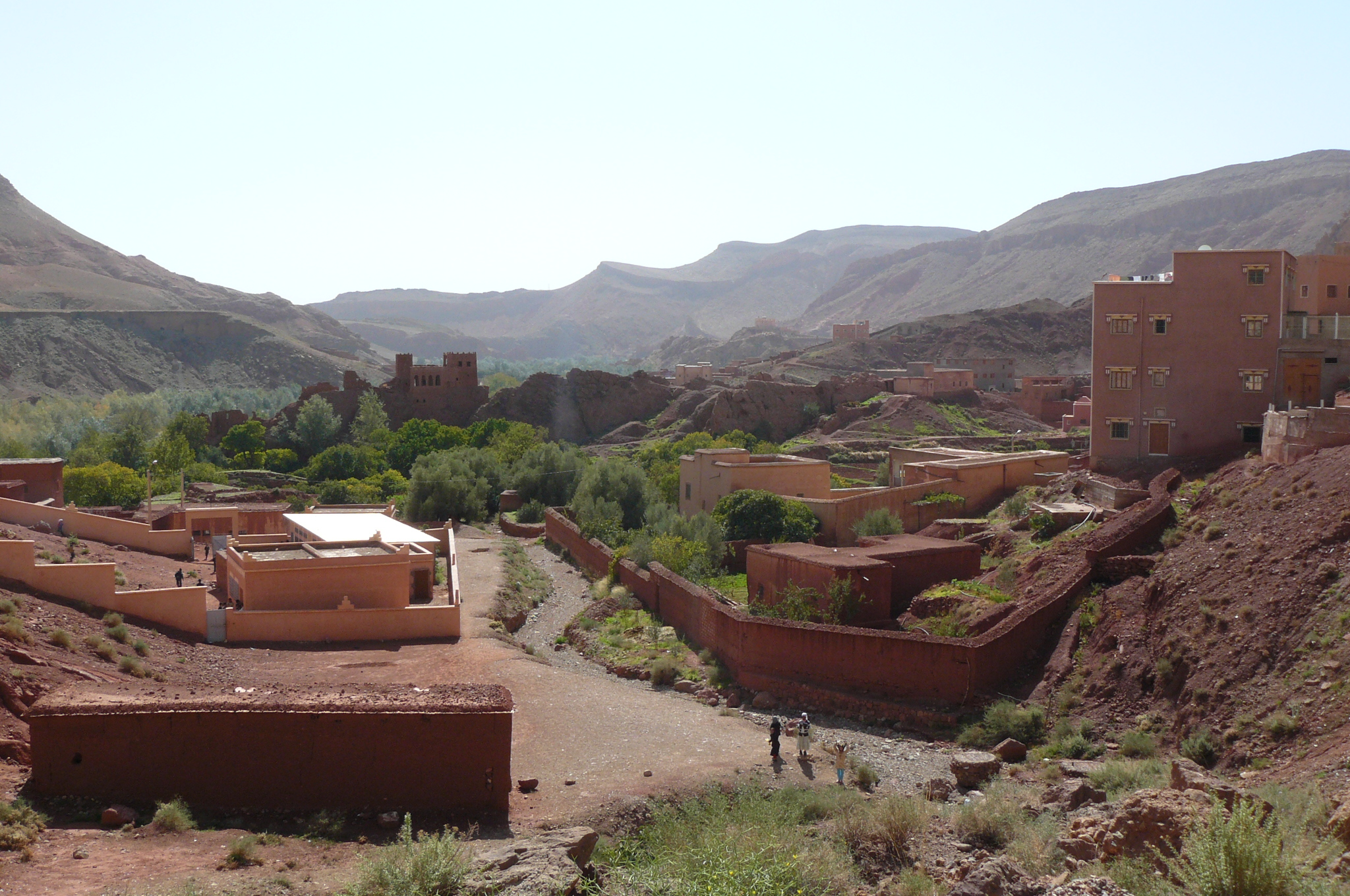
ティネリールの写真。

ティネリールの従来の基幹産業は農業である。さらに、観光業や商業も重要な地位にある。また、ヨーロッパ諸国へ出稼ぎに行った者からの送金も、資金源となっている。なお、かつては良質な銀細工が売られていたものの、20世紀末頃までには、良質な品はモロッコの首都ラバトなどの大都市に流れるようになり、もはや見る影も無くなった。